# Aptesis pallidinervis
Aptesis pallidinervis är en stekelart som först beskrevs av Cameron 1904.  Aptesis pallidinervis ingår i släktet Aptesis och familjen brokparasitsteklar. Inga underarter finns listade.